# Tony Dalton
Álvaro Luis Bernat Dalton (Laredo, 13 de fevereiro de 1975) é um ator e roteirista estadunidense e mexicano.

## Biografia
Tony Dalton estudou interpretação no Lee Strasberg Institute, em Nova York. Durante este período participou em pequenas produções off Broadway como "A Balada do Café Triste" e "Um Bonde Chamado Desejo", entre outras. Atuou como figurante em filmes como Minotauro e Scriptfellas. Ao retornar ao México Tony ficou conhecido por produzir e participar na polêmica série de TV No Te Equívoques (2001), uma versão mexicana do sucesso americano Jackass. Logo em seguida vieram as novelas: Ramona (2000), Classe 406 (2002) e Rebelde (2004-2006).
Em 2004 tem seu primeiro grande sucesso no cinema com o filme "Matando Cabos" (2004), produção da Lemon Films, onde além de desempenhar o papel de protagonista é também  co-autor do roteiro. A partir daí não parou mais de trabalhar, com participação em curtas como Volver, Volver (2005) e Mano a Mano (2010). Em longas pode ser visto em Mujer Alabastrina (2006), Efectos Secundarios (2006), Amor, Dolor e Viceversa (2008) e Amar (2009), entre outros.
Um dos seus maiores sucesso é Sultanes del Sur (2007), filme de ação rodado na Cidade do México e Buenos Aires, na Argentina, onde, além do personagem principal, Tony também foi responsável pelo roteiro. Na TV, trabalhou na série Los Simuladores, interpretando Mario Santos, juntamente com Alejandro Calva, Arath de la Torre e Ruben Zamora. A série inclusive foi indicada ao prêmio Emmy mundial na categoria Comédia, sendo a primeira série mexicana a conseguir esse exito.
No teatro, atuou na peça "El Año Próximo a la Misma Hora" (2010), onde trabalhou com Alejandra Barros, que na época era sua namorada. A peça foi um grande sucesso e chegou a 200 apresentações na Cidade do México.
No final de 2010 participou na Cidade do México do filme Amar No Es Querer como um dos pergonagens principais. Teve também uma participação no filme El Infierno, no papel de Gringo.
Em 2015, participou pela TVN/Telemundo na séria Dueños del Paraíso (Donos do Paraíso). A série trata basicamente sobre os cartéis de drogas do México e da Colômbia e sua ascensão nos Estados Unidos no fim dos anos 70 e início dos anos 80, época em que Miami, onde a maior parte da série é filmada, era um lugar violento e enfrentava grandes problemas com o tráfico de drogas. Tony viveu um importante papel como Renato, o mais leal capacho de Nataniel Cardona, e, logo depois, de sua esposa, Anastasia Cardona (Kate del Castillo) protagonista da trama.

## Filmografia

### Filmes
- Dueños del Paraíso (2015)
- Amar no es querer (2012)
- Colombiana: Em busca de vingança (2011) (curta participação)
- Amar (ya lo hiciste sin amar) (2009)
- Amor, Dolor e Viceversa (2008)
- Sultanes del Sur (2007)
- Efectos secundários (2006)
- Mujer alabastrina (2006)
- Volver, volver (2005)
- Matando Cabos (2004)
- El Camino de las ceibas (2001)
- Scriptfellas (1999)
- Minotaur (1997)

### Telenovelas
- Dueños del paraíso (2015) — Renato
- Flor salvaje (2011) — Don Rafael Urrieta
- Rebelde (2004-2006) — Gastón Diestro
- Clase 406 (2002-2003) — Dagoberto
- Ramona (2000) — Tom

### Séries
- Los Simuladores (2008)
- Malibu Stacy (2012)
- Sr. Ávila (2013)
- Sense8 (2018)
- Better Call Saul (2019–2022)
- Hawkeye (2021)
- The Last of Us (2025)

### Teatro
- "El Año Próximo a la Misma Hora" (2010) — Contracenou com Alejandra Barros

### Programas
- No te equivoques (2001)

### Prêmios
- MTV Movie Awards 2005 — Ator Favorito (Matando Cabos)

## Roteirista

### Filmes
- Live Bet (2008)
- Sultanes del Sur (2007)
- Matando Cabos (2004) — co-roteirista